# Genre (journalistik)
Artikler og andre genrer inden for journalistik:
- Opinionsstof
  - Anmeldelse
  - Causeri
  - Debatindlæg
  - Klumme – (Debaterende artikler, med subjektiv genre)
  - Kommentage
  - Kommentar
  - Kronik – (Debaterende artikler, med subjektiv genre)
  - Leder (journalistik) – (Debaterende artikler, med subjektiv genre. Ofte skrevet af avisens redaktør. En leder kan godt sammenlignes, med en klumme eller en kronik)
  - Læserbreve
  - Mindeord
  - Satire
- Tilstræbt objektivt stof
  - Baggrundsartikel – (Lang artikel, der går bag om nyheden, leder efter årsager og svar til læserens spørgsmål)
  - Billedreportage
  - Feature/Udredende artikel
  - Interview – (Journalistisk begreb med mange undergenrer, bl.a. faktainterview, meningsinterview og stemningsinterview)
  - Nekrolog
  - Note/notits
  - Nyhed
  - Petitstof
  - Portræt
  - Referat – (Objektivt, kort og registrerende)
  - Reportage (først brugt i Danmark af Herman Bang) – (Beskrivende, delvist subjektivt)
- De udvidede nyhedsgenrer
  - Oplevelsesjournalistik/New journalism – (Journalisten deltager som et jeg i artiklen)
  - Feature – (Ikke bundet til en begivenhed, men har til formål at skabe et billede af verdenen omkring os. En feature kan f.eks. skrives omkring livsvilkårene for en kræftpatient.)
  - Gossip – (Artikler som omhandler folks privatliv, specielt kendte- og rige mennesker)
  - Dybdeborende – (Afsløre noget f.eks. magtmisbrug og urimeligheder. Ses oftest i tv-udsendelser som Operation X)
  - Kampagnejournalistik – (f.eks: da Ekstra Bladet i 2003 kørte en kampagne mod VKO regeringens beslutning om, at deltage i krigen mod Irak)
  - Faktion – (Artikler/Nyhedsudsendelser, der formidler fakta med metoder man normalt bruger i fiktionsgenren.
  - Realityshow – (Udsendelser som bl.a. Robinson, Big Brother og lign.)